# Fortitude Valley
Fortitude Valley è un distretto di Brisbane, capitale dello Stato del Queensland in Australia. Il distretto si trova in prossimità del centro della città, ed è noto soprattutto come luogo di divertimento e svago.
Il nome Fortitude deriva dalla nave SS Fortitude su cui arrivarono nel 1891 degli immigrati scozzesi, che si insediarono nell'area che attualmente prende il nome di Fortitude Valley.
Fino al 1980 circa la zona ha avuto una forte vocazione commerciale, seguita da alcuni anni di declino. Dal 1990 in poi si sono sviluppate nell'area parecchie attività legate al divertimento, come bar e nightclubs.